# Scrobigera albomarginata
Scrobigera albomarginata là một loài bướm đêm trong họ Noctuidae.